# ミリアム・オレマンス
ミリアム・オレマンス（Miriam Oremans, 1972年9月9日 - ）は、オランダ・北ブラバント州出身の元女子プロテニス選手。シドニー五輪の女子ダブルスで銀メダルを獲得した選手である。1992年のウィンブルドン混合ダブルス部門で、同じオランダのヤッコ・エルティンとペアを組んだ準優勝もある。キャリアを通じてウィンブルドン選手権を最も得意にした。WTAツアーでシングルスの優勝はなかったが、ダブルスで3勝を挙げた。自己最高ランキングはシングルス25位、ダブルス19位。

## 来歴
1989年にプロ入り。1990年の全米オープンで予選3試合を勝ち上がり、本戦デビューを果たす。1992年から女子テニス国別対抗戦・フェドカップのオランダ代表選手となり、現役引退する2003年までフェド杯代表の座を維持した。この年、オレマンスはウィンブルドンの混合ダブルスで活躍した。オランダの先輩選手ヤッコ・エルティンとペアを組んだオレマンスは、決勝でシリル・スーク（チェコ）&ラリサ・ネーランド（ラトビア）組に 6-7, 2-6 で敗れて準優勝になった。ウィンブルドンの女子ダブルスでも、1997年にサビーネ・アペルマンス（ベルギー）と組んで準決勝に進出している。
オレマンスは4大大会のシングルスでも、ウィンブルドンで好成績を出し、1993年と1998年の2度4回戦に進出した。1993年の4回戦では、この大会の準優勝者になったヤナ・ノボトナに 5-7, 6-4, 4-6 のフルセットで惜敗している。1994年は全仏オープン1回戦で、この年限りでのシングルス引退を表明していた37歳のマルチナ・ナブラチロワを破る活躍があった。1998年ウィンブルドンでは、オレマンスは5年ぶり2度目の4回戦でナターシャ・ズベレワに敗れている。ウィンブルドン以外の4大大会では、いずれも3回戦進出が自己最高成績であった。
シドニー五輪が開かれた2000年、オレマンスは年頭の全豪オープンで7年ぶり2度目の3回戦に進出し、第4シードのマリー・ピエルスに敗れた。オリンピックでは、シングルスは2回戦でモニカ・セレシュに敗れたが、クリスティ・ボーグルトとペアを組んだ女子ダブルスで決勝に進出する。2人は準決勝でベラルーシ代表のナターシャ・ズベレワ&オリガ・バラバンシコワ組を破ったが、決勝ではビーナスとセリーナのウィリアムズ姉妹組に 1-6, 1-6 で完敗した。オレマンスとボーグルトはオリンピックのオランダ代表選手として、史上初めてのテニス銀メダルを獲得したことになる。
ミリアム・オレマンスは2002年のシーズンを最後に、女子テニスツアーから引退した。最後の年も、ウィンブルドンではエレニ・ダニリドゥ（ギリシャ）との3回戦まで勝ち進んでいる。2002年全米オープンが、オレマンスの最後のツアー出場になった。シングルスでは1回戦でペトラ・マンデュラ（ハンガリー）に敗れ、一緒に五輪銀メダルを獲得したクリスティ・ボーグルトとのダブルスでは2回戦で敗退した。フェドカップには2003年4月まで出場を続け、オランダのフェド杯代表選手として最長記録となる「12年連続出場」の偉業を残した。

## WTAツアー決勝進出結果

### シングルス: 5回 (0勝5敗)
| 大会グレード         |
| -------------------- |
| グランドスラム (0–0) |
| ティア I (0–0)       |
| ティア II (0–1)      |
| ティア III (0–3)     |
| ティア IV & V (0–1)  |

| 結果   | No. | 決勝日         | 大会           | サーフェス    | 対戦相手                       | スコア        |
| ------ | --- | -------------- | -------------- | ------------- | ------------------------------ | ------------- |
| 準優勝 | 1.  | 1993年6月19日  | イーストボーン | 芝            | マルチナ・ナブラチロワ         | 6-2, 2-6, 3-6 |
| 準優勝 | 2.  | 1997年6月22日  | ロスマーレン   | 芝            | ルクサンドラ・ドラゴミル       | 7-5, 2-6, 4-6 |
| 準優勝 | 3.  | 1998年6月15日  | ロスマーレン   | 芝            | ジュリー・アラール＝デキュジス | 3-6, 4-6      |
| 準優勝 | 4.  | 2000年10月29日 | ブラチスラヴァ | ハード (室内) | ダヤ・ベダノワ                 | 1-6, 7-5, 3-6 |
| 準優勝 | 5.  | 2001年6月11日  | バーミンガム   | 芝            | ナタリー・トージア             | 3-6, 5-7      |

### ダブルス: 12回 (3勝9敗)
| 結果   | No. | 決勝日        | 大会               | サーフェス        | パートナー             | 対戦相手                                                | スコア              |
| ------ | --- | ------------- | ------------------ | ----------------- | ---------------------- | ------------------------------------------------------- | ------------------- |
| 優勝   | 1.  | 1992年2月16日 | リンツ             | カーペット (室内) | モニク・キエネ         | クラウディア・ポーヴィック ラファエラ・レジ             | 6-4, 6-2            |
| 準優勝 | 1.  | 1995年5月28日 | ストラスブール     | クレー            | サビーネ・アペルマンス | リンゼイ・ダベンポート メアリー・ジョー・フェルナンデス | 2-6, 3-6            |
| 準優勝 | 2.  | 1996年5月25日 | マドリード         | クレー            | サビーネ・アペルマンス | ヤナ・ノボトナ アランチャ・サンチェス・ビカリオ         | 6-7, 2-6            |
| 準優勝 | 3.  | 1996年10月6日 | ライプツィヒ       | カーペット (室内) | サビーネ・アペルマンス | クリスティ・ボーグルト ナタリー・トージア               | 4-6, 4-6            |
| 準優勝 | 4.  | 1997年3月29日 | マイアミ           | ハード            | サビーネ・アペルマンス | アランチャ・サンチェス・ビカリオ ナターシャ・ズベレワ   | 2-6, 3-6            |
| 優勝   | 2.  | 1998年2月15日 | パリ               | カーペット (室内) | サビーネ・アペルマンス | アンナ・クルニコワ ラリサ・ネーランド                   | 1–6, 6–3, 7–6       |
| 優勝   | 3.  | 1998年6月21日 | ロスマーレン       | 芝                | サビーネ・アペルマンス | カタリナ・クリステア エヴァ・メリチャロバ               | 6–7, 7–6, 7–6       |
| 準優勝 | 5.  | 2000年9月28日 | シドニー五輪       | ハード            | クリスティ・ボーグルト | ビーナス・ウィリアムズ セリーナ・ウィリアムズ           | 1–6, 1–6            |
| 準優勝 | 6.  | 2001年2月18日 | ドーハ             | ハード            | クリスティ・ボーグルト | サンドリーヌ・テスチュ ロベルタ・ビンチ                 | 5–7, 6–7(4)         |
| 準優勝 | 7.  | 2001年5月20日 | アントワープ       | クレー            | クリスティ・ボーグルト | エルス・カレンズ ビルヒニア・ルアノ・パスクアル         | 3–6, 6–3, 4–6       |
| 準優勝 | 8.  | 2001年6月18日 | スヘルトーヘンボス | 芝                | キム・クライシュテルス | ルクサンドラ・ドラゴミル ナディア・ペトロワ             | 6-7(5), 7-6(5), 4-6 |
| 準優勝 | 9.  | 2002年1月6日  | ゴールドコースト   | ハード            | アサ・スベンソン       | メガン・ショーネシー ジュスティーヌ・エナン             | 1-6, 6-7(6)         |

## 4大大会シングルス成績
略語の説明
| W | F | SF | QF | #R | RR | Q# | LQ | A | Z# | PO | G | S | B | NMS | P | NH |

W=優勝, F=準優勝, SF=ベスト4, QF=ベスト8, #R=#回戦敗退, RR=ラウンドロビン敗退, Q#=予選#回戦敗退, LQ=予選敗退, A=大会不参加, Z#=デビスカップ/BJKカップ地域ゾーン, PO=デビスカップ/BJKカッププレーオフ, G=オリンピック金メダル, S=オリンピック銀メダル, B=オリンピック銅メダル, NMS=マスターズシリーズから降格, P=開催延期, NH=開催なし.
| 大会           | 1990 | 1991 | 1992 | 1993 | 1994 | 1995 | 1996 | 1997 | 1998 | 1999 | 2000 | 2001 | 2002 | 通算成績 |
| -------------- | ---- | ---- | ---- | ---- | ---- | ---- | ---- | ---- | ---- | ---- | ---- | ---- | ---- | -------- |
| 全豪オープン   | A    | 1R   | LQ   | 3R   | 1R   | 2R   | 1R   | 1R   | 2R   | 1R   | 3R   | 2R   | 1R   | 7–11     |
| 全仏オープン   | A    | LQ   | LQ   | 2R   | 3R   | 2R   | 3R   | 1R   | 2R   | 1R   | 2R   | 1R   | 1R   | 8–10     |
| ウィンブルドン | A    | 1R   | 1R   | 4R   | 1R   | 3R   | 2R   | 1R   | 4R   | 1R   | 3R   | 1R   | 3R   | 13–12    |
| 全米オープン   | 2R   | LQ   | LQ   | 1R   | 1R   | 1R   | 2R   | 3R   | 1R   | 1R   | 2R   | 2R   | 1R   | 5–10     |